# Lespesia parva
Lespesia parva är en tvåvingeart som beskrevs av Beneway 1963. Lespesia parva ingår i släktet Lespesia och familjen parasitflugor. Inga underarter finns listade i Catalogue of Life.